# Jens Theander
Jens Theander (født 22. januar 1944, død 20. december 2008) var en dansk fotograf og filminstruktør, der i 1960'erne med sin bror Peter Theander skabte firmaerne Rodox Trading, Color Climax Corporation og Candy Film.
Sammen var de to Theander-brødre i en årrække blandt verdens førende producenter af pornoblade og pornofilm.